# The Slackers
The Slackers (slovensko zabušanti) so ena najprepoznavnejših ska skupin, ki so izšle iz newyorške ska scene. Nastali so leta 1991 v Brooklynu. Poleg ska glasbe igrajo široko paleto glasbenih slogov, kot so rocksteady, reggae, dub, soul, garažni rock in jazz. Njihov uspeh temelji na rednem izdajanju albumov, turnejah po Severni Ameriki, Evropi in drugod ter pogodbi z znano punk založbo Hellcat Records. V sklopu evropskih turnej so že večkrat igrali tudi v Sloveniji, nazadnje 4. marca 2008 v Ljubljani.
Večkrat snemajo glasbo pod drugimi imeni, npr. David Hillyard & The Rocksteady Seven, Crazy Baldhead Sound System, Da Whole Thing in SKAndalous All Stars. Vic Ruggiero, Jay Nugent in David Hillyard so bili tudi člani zasedbe Stubborn All-Stars, ki jo je vodil King Django.

## Trenutna zasedba
- Vic Ruggiero - sintetizator, vokal
- Jay »Agent Jay« Nugent - kitara
- Dave Hillyard - saksofon
- Glen Pine - trombon, vokal
- Marcus Geard - bas
- Ara Babajian - bobni

### Bivši člani in drugi sodelavci
- Marq »Q-Maxx 4:20« Lyn - vokal
- TJ Scanlon - kitara
- Luis »Zulu« Zuluaga - bobni
- Jeremy »Mush One« Mushlin - trobenta, vokal
- Allen Teboul - bobni
- Dunia Best - vokal, flavta
- Jeff »King Django« Baker - trombon
- Tobias Fields - konge
- Eric »E-ROC« Singer - alt saksofon
- Victor Rice - bas
- Dave Hahn - kitara
- Justin Redekop - trobenta

## Diskografija

### Studijski albumi
- Better Late Than Never (1996)
- Redlight (1997)
- The Question (1998)
- Wasted Days (2001)
- The Slackers and Friends (2002)
- Close My Eyes (2003)
- An Afternoon in Dub (2005)
- Slackness (2005)
- Peculiar (2006)
- The Boss Harmony Sessions (2007)
- Self Medication (2008)

### Singli
- 2-Face  (1996)

### EP
- International War Criminal (2004)
- The Slackers/Pulley Split (2004)

### Kasete
- Do The Ska With The Slackers (1992)
- The Slackers (1993)

### Posnetki v živo
- Live at Ernesto's (2000)
- Upsettin' Ernesto's (2004)
- Slack in Japan (2005)

### Zbirke
- Before There Were Slackers There Were... (1999)
- Big Tunes! Hits & Misses from 1996 to 2006 (2007)